# Мауріліо Пріні
Мауріліо Пріні (італ. Maurilio Prini, 17 серпня 1932, Понтассьєве — 29 квітня 2009, Флоренція) — італійський футболіст, що грав на позиціях півзахисника і нападника, зокрема за клуби «Фіорентина» та «Лаціо», а також національну збірну Італії. По завершенні ігрової кар'єри — тренер.

## Клубна кар'єра
У дорослому футболі дебютував 1949 року виступами за команду «Понтассьєве» з рідного міста, в якій провів один сезон. 
Протягом 1950—1952 років захищав кольори клубу «Емполі», після чого перейшов до «Фіорентини». Відіграв за «фіалок» наступні шість сезонів своєї ігрової кар'єри. У сезоні 1955/56 виборов титул чемпіона Італії.
1958 року уклав контракт з клубом «Лаціо», у складі якого провів наступні чотири роки своєї кар'єри гравця. 
Завершив ігрову кар'єру у команді «Прато», за яку виступав протягом 1962—1964 років.

## Виступи за збірну
1956 року дебютував в офіційних матчах у складі національної збірної Італії. Загалом протягом двох років відіграв за національну команду три матчі.

## Кар'єра тренера
Розпочав тренерську кар'єру, очоливши тренерський штаб клубу «Санджованезе». Згодом працював ще з низкою італійських нижчолігових команд.
Помер 29 квітня 2009 року на 77-му році життя у місті Флоренція.
| Дата      | Місто          | Господарі | Результат | Гості  | Турнір                             | Голи | Примітки |
| --------- | -------------- | --------- | --------- | ------ | ---------------------------------- | ---- | -------- |
| 24-6-1956 | Буенос-Айрес   | Аргентина | 1 – 0     | Італія | товариський матч                   | -    |          |
| 1-7-1956  | Ріо-де-Жанейро | Бразилія  | 2 – 0     | Італія | товариський матч                   | -    |          |
| 12-5-1957 | Загреб         | Югославія | 6 – 1     | Італія | Кубок Центральної Європи 1955-1960 | -    |          |
| Усього    |                | Матчів    | 3         |        | Голів                              | 0    |          |

## Титули і досягнення
- Чемпіон Італії (1):

«Фіорентина»: 1955-1956
- Володар Кубка Італії (1):

«Лаціо»: 1958